# Criolipolisi
La criolipolisi è una procedura di dermatologia non invasiva per la rimozione del tessuto adiposo attraverso l'applicazione del freddo. Il metodo, messo a punto dagli scienziati del Massachusetts General Hospital e dalla Harvard University di Boston (USA), fa uso di un dispositivo a forma di piastra applicato sulla pelle per raffreddare gli adipociti (cellule adipose). La loro scomposizione a freddo è possibile per effetto della lipolisi. La procedura può essere ritenuta un'alternativa alla liposuzione, con la differenza che si tratta di un trattamento non invasivo e che non comporta rischi per il paziente. La procedura è in condizione clinica e ha mostrato risultati positivi sugli animali.
Il trattamento di criolipolisi per la riduzione del grasso sottocutaneo non pregiudica il test di funzionalità epatica. Si tratta di un nuovo metodo non invasivo per ridurre lo strato di grasso senza danneggiare la pelle o i tessuti circostanti alla zona trattata. Gli adipociti vengono eliminati per apoptosi quando sono esposti al freddo.
Studi clinici hanno dimostrato che la morte degli adipociti causata dal freddo porta ad una riduzione dello spessore di grasso, evidente con misurazioni ad ultrasuoni ma visibili anche all'occhio umano. Il volume del tessuto adiposo si riduce gradualmente nel corso del tempo e gli adipociti vengono rimossi attraverso un processo infiammatorio che raggiunge il suo picco dopo 2 o 3 mesi dall'esposizione al freddo.
I test di criolipolisi eseguiti sugli animali hanno dimostrato che dopo il trattamento su una grande superficie è visibile una riduzione dal 30 al 50% dello strato di grasso nei 3 mesi successivi al trattamento. Inoltre, l'apoptosi e il rilascio di acidi grassi liberi in circolazione sono stati postulati con un ruolo della patogenesi della condizione di NAFLD. In questo modo si è certi che la criolipolisi non influisce sulle funzioni vitali del fegato negli esseri umani.